# Fiat 850T
Il Fiat 850T fu un veicolo commerciale, prodotto tra il 1964 ed il 1976 dalla casa automobilistica torinese Fiat, come sostituto del modello Fiat 600T, utilizzando le innovazioni che erano state introdotte con il modello Fiat 850 sui motori della serie 100 (il 600T utilizzava il motore 767 cm³ della Fiat 600 Multipla).
La versione finestrata sette posti con frontale a quattro fari venne denominata Fiat 850 Familiare ("Kombi" in alcuni mercati). Il nome venne scelto per presentare il modello come versione familiare e da lavoro della Fiat 850 esattamente come la Fiat 600 Multipla lo era per la Fiat 600.

## Genesi del progetto e caratteristiche
La Fiat aveva lanciato nel 1962 il 600T, un furgone che derivava come motore e cambio dalla 600 Multipla D 750 cc. La scelta fu dettata dal successo ottenuto da alcune versioni furgonate realizzate da carrozzerie come OM, Coriasco e Fissore.

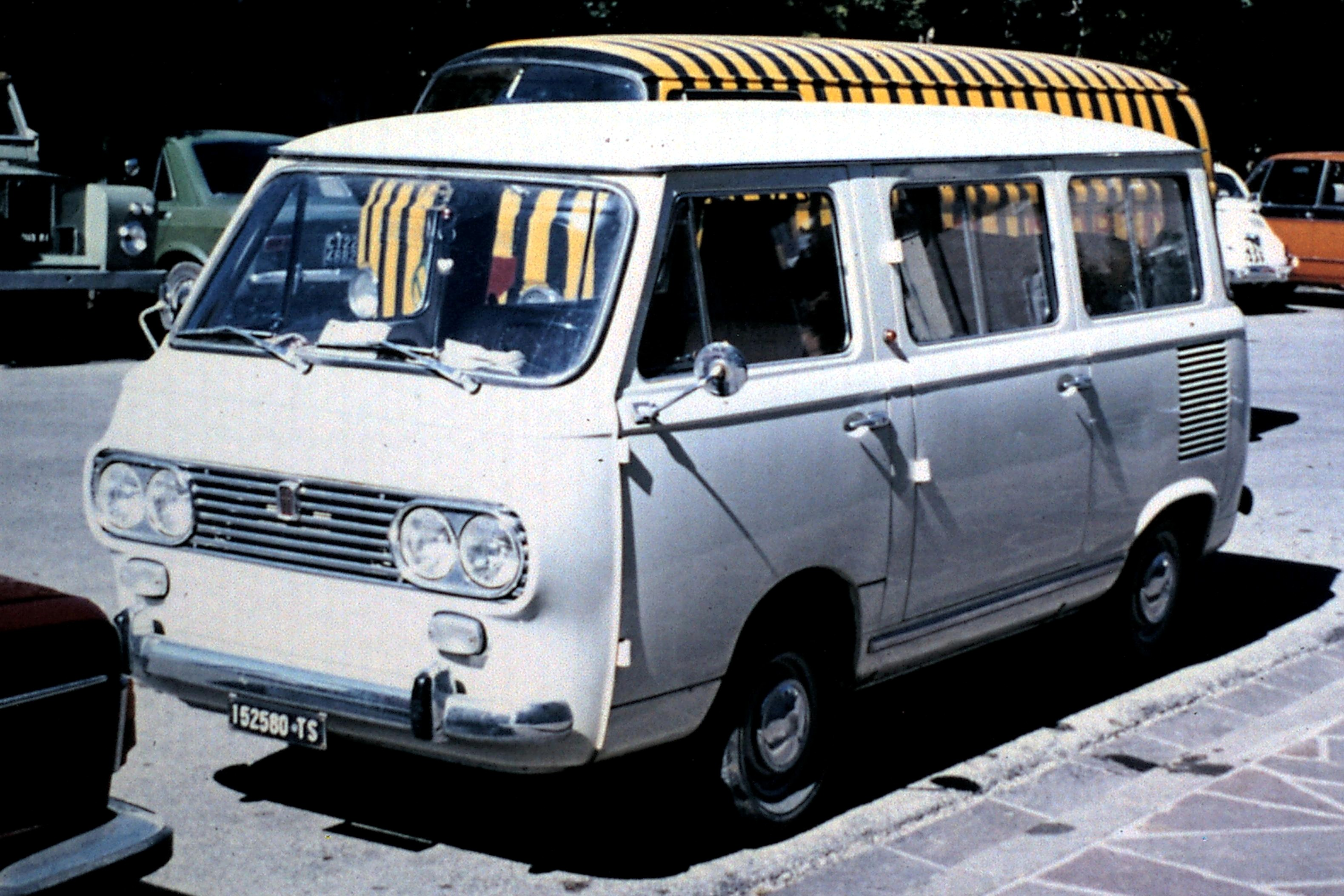
Un Fiat 850 Familiare

Con l'uscita della Fiat 850 già nel maggio del 1964, vi fu la necessità di aggiornare con alcune modifiche estetiche la carrozzeria del 600T; al modello originale da 750 cc venne affiancata la versione 850T utilizzando il cambio ed il motore della nuova Fiat 850 appena presentata.
La cilindrata era di 843 cm³ con potenza di 34 CV. Negli anni settanta la vettura adottò, prima sul Familiare e poi anche sull'850T, un motore della stessa famiglia ma di cilindrata aumentata a 903 cm³ (derivato da quello della Fiat 127) con potenza uguale per l'850T, ma elevata a 45 CV per il Famigliare.
La carrozzeria del nuovo 600T e 850T presentato nel maggio del 1964 si differenziava dal 600T prima serie sostanzialmente per il solo frontale, ora con una griglia rettangolare al posto di quella precedente di forma esagonale, per l'allungamento del pianale cabina di 5 centimetri e l'adozione dei cerchioni ruota della Fiat 850 berlina (in precedenza venivano utilizzati quelli della 600 Multipla) e per altri dettagli.
Venne allestita anche una versione cassonata con sponde ribaltabili. Il 600T rimase in produzione presso lo stabilimento OM di Suzzara sino al 1969. L'850T fu prodotto fino al 1976, quando venne sostituito dal Fiat 900T.
Dal Fiat 850T fu derivata una Draisina ferroviaria a motore, denominata Fiat 500. Rispetto al furgone, la Draisina aveva carrozzeria bifronte, ovvero con doppia cabina. Il motore era il 499,5 cm³ della Fiat Nuova 500 Giardiniera.

## Produzioni estere
Fu prodotto anche in Jugoslavia su licenza dalla Zastava.